# Бристивица
Бристивица је насељено место у саставу општине Сегет, Сплитско-далматинска жупанија, Република Хрватска.

## Историја
До територијалне рерганизације у Хрватској, налазила се у саставу старе општине Трогир.

## Становништво
На попису становништва 2011. године, Бристивица је имала 348 становника.
| Број становника по пописима | Број становника по пописима | Број становника по пописима | Број становника по пописима | Број становника по пописима | Број становника по пописима | Број становника по пописима | Број становника по пописима | Број становника по пописима | Број становника по пописима | Број становника по пописима | Број становника по пописима | Број становника по пописима | Број становника по пописима | Број становника по пописима | Број становника по пописима |
| --------------------------- | --------------------------- | --------------------------- | --------------------------- | --------------------------- | --------------------------- | --------------------------- | --------------------------- | --------------------------- | --------------------------- | --------------------------- | --------------------------- | --------------------------- | --------------------------- | --------------------------- | --------------------------- |
| 1857                        | 1869                        | 1880                        | 1890                        | 1900                        | 1910                        | 1921                        | 1931                        | 1948                        | 1953                        | 1961                        | 1971                        | 1981                        | 1991                        | 2001                        | 2011                        |
| 435                         | 458                         | 429                         | 491                         | 563                         | 605                         | 720                         | 756                         | 795                         | 855                         | 912                         | 771                         | 674                         | 534                         | 427                         | 348                         |

### Попис1991.
На попису становништва 1991. године, насељено место Бристивица је имало 534 становника, следећег националног састава:
| Попис 1991.‍ | Попис 1991.‍ | Попис 1991.‍ | Попис 1991.‍ | Попис 1991.‍ |
| ----------- | ----------- | ----------- | ----------- | ----------- |
|             |             |             |             |             |
| Хрвати      | Хрвати      |             | 518         | 97,00%      |
| непознато   | непознато   |             | 16          | 2,99%       |
| укупно: 534 |             |             |             |             |